# Массовое убийство в Ардеатинских пещерах

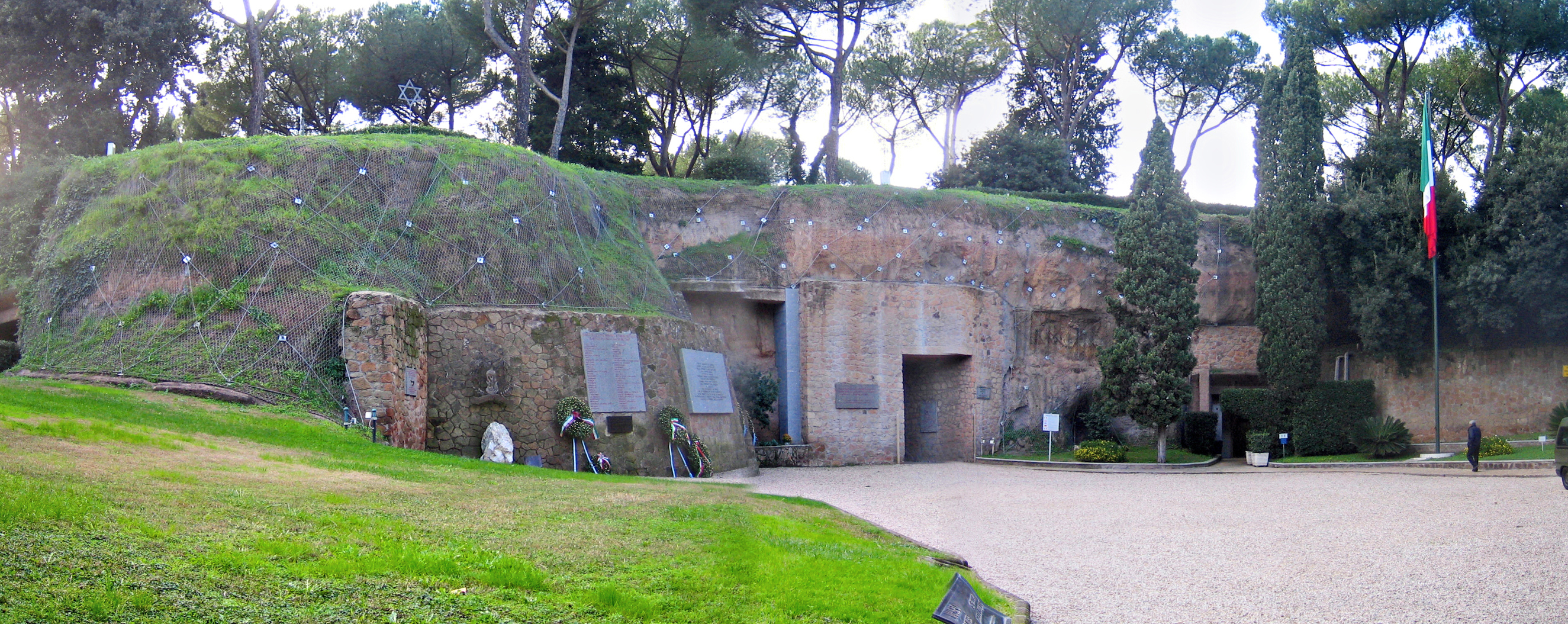
Вход в Ардеатинские пещеры

Массовое убийство в Ардеатинских пещерах (итал. Eccidio delle Fosse Ardeatine) — массовая казнь итальянских граждан (в том числе пленных партизан), осуществлённая 24 марта 1944 года немецкими оккупационными властями Рима во время Второй мировой войны. 335 человек были расстреляны в ответ на взрыв, устроенный членами итальянского Сопротивления на улице Разелла, в результате которого погибли 33 полицейских полицейского полка СС «Боцен».

## Предыстория

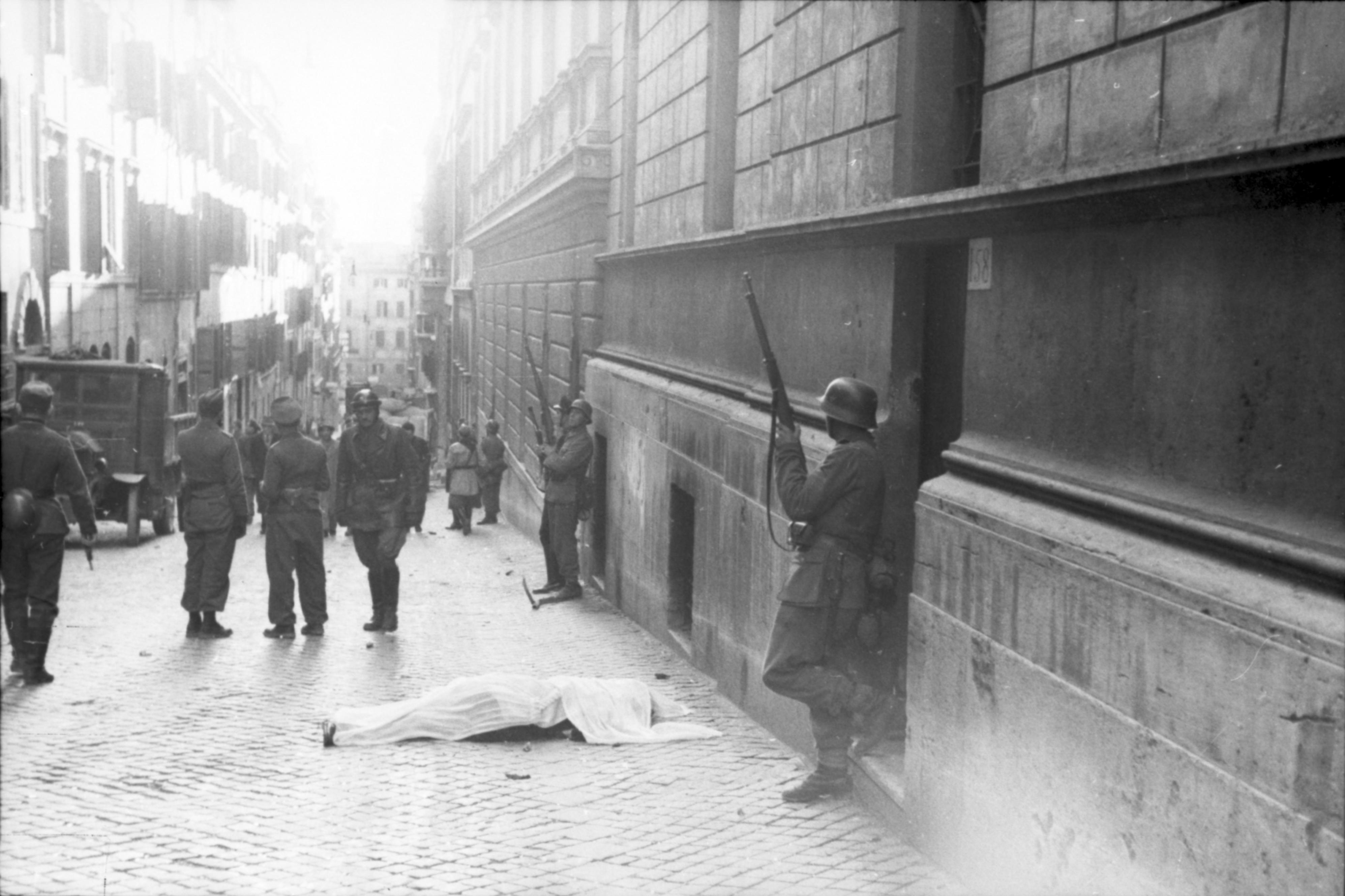
Тело погибшего мирного жителя на улице Разелла, после партизанской акции 23 марта 1944 года

Итальянское движение сопротивления спланировало и осуществило хорошо организованную военную акцию против оккупационных властей Рима (это была 43-я по счёту акция партизан в оккупированном Риме). 23 марта 1944 года около 15 часов на улице Разелла в Риме рядом с марширующим подразделением немецкой полиции  (11-я рота 3-го батальона полицейского полка СС «Боцен») была взорвана бомба, в результате чего 33 полицейских погибли, а 67 были ранены (по другим данным — 42 погибли, включая умерших позднее нескольких тяжело раненых в госпиталях). В акции были задействованы 18 (по другим данным — 17) партизан из партизанского отряда «Боевая патриотическая группа» (GAP) под командованием Розарио Бентивенья.
Командующий 14-й армии Эберхард фон Макензен и военный комендант Рима Курт Мельцер приняли решение об ответных репрессиях против населения Рима. Было решено, что за каждого погибшего немца будут убиты десять итальянцев, а сам расстрел должен быть произведён в течение 24 часов с момента взрыва.

## Казнь

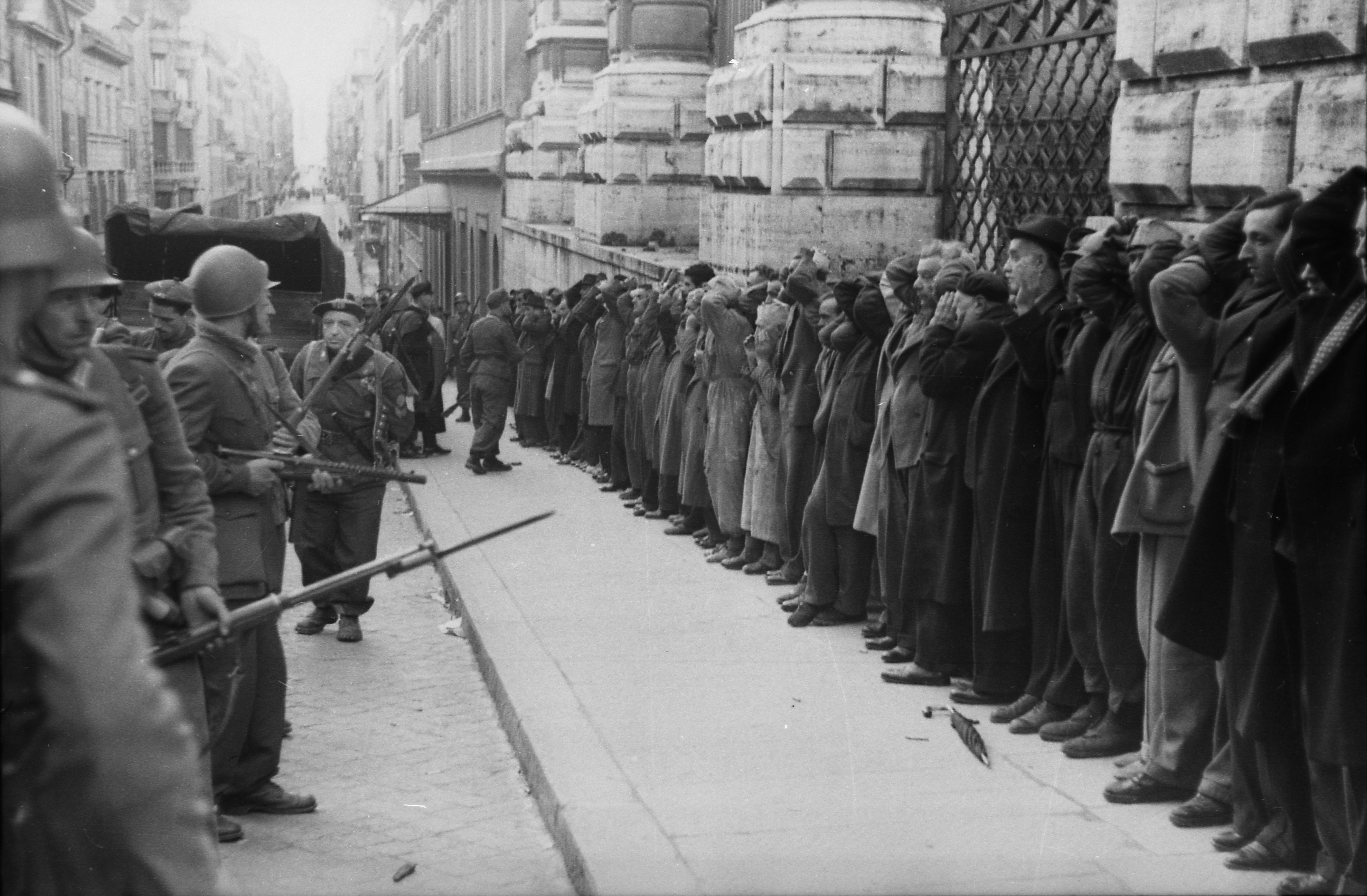
Захват мирных жителей для расстрела в Ардеатинских пещерах

На следующий день, 24 марта 1944 года, подразделения римской полиции под командованием  гауптштурмфюрера СС Эриха Прибке и гауптштурмфюрера СС Карла Хасса отобрали в тюрьмах Реджина Чели и по виа Тассо 145, а также дополнительно задержали на улицах, 335 итальянцев (включая 57 евреев).
В 14:00 несколькими партиями жертвы были привезены на грузовиках к Ардеатинским пещерам. Группами по пять человек их заводили в пещеру, где солдаты СС стреляли им в затылок. Согласно подсчётам по окончании казни, было расстреляно 335 человек (что несколько превышало изначально объявленное соотношение 10:1). После этого пещеры были взорваны.

## Жертвы
Среди 335 казнённых были заключённые, пленные партизаны и просто схваченные на улице мирные жители. Это был социальный срез всего итальянского общества: от пьемонтских аристократов до уличных торговцев из еврейского гетто, от солидных представителей интеллектуальных профессий, врачей и адвокатов до пролетариев — строителей и фабричных рабочих. С географической точки зрения — это были люди со всей Италии. Возраст жертв расстрела разнился от 14 до 74 лет.
Среди казнённых были известные люди, в частности:
- Пило Альбертелли[итал.] (1907—1944) — философ, Кавалер золотой медали «За воинскую доблесть» (1947, посмертно).
- Раффаэле Аверса[итал.] (1906—1944) — карабинер, Кавалер золотой медали «За воинскую доблесть» (посмертно).
- Манфреди Аццарита[итал.] (1912—1944) — партизан, Кавалер золотой медали «За воинскую доблесть» (посмертно).
- Донато Бендиченти[итал.] (1907—1944) — адвокат, Кавалер золотой медали «За воинскую доблесть» (посмертно).
- Гаэтано Бутера (1924—1944) — танкист, участник Движения Сопротивления в Италии, Кавалер золотой медали «За воинскую доблесть» (1944, посмертно).
- Эмануэле Караччоло[итал.] (1912—1944) — кинематографист, член Коммунистической партии Италии.
- Уго Де Каролис[итал.] (1899—1944) — майор полиции, партизан, Кавалер золотой медали «За воинскую доблесть» (посмертно).
- Альдо Элуизи[итал.] (1898—1944) — военный и партизан в годы Второй мировой войны, Кавалер золотой медали «За воинскую доблесть» (посмертно).

## Расследование
Население Рима не было предупреждено о репрессиях; немецкие власти потребовали найти виновников взрыва бомбы только через продолжительное время после расстрела. Событие получило широкий общественный резонанс только после освобождения Рима в июне 1944 года. Эксгумация тел началась в июле и продолжалась до конца сентября.
В 1945 году английский военный трибунал осудил генералов фон Макензена и Мельцера за расстрелы и приговорил их к смерти. Обоим удалось добиться апелляции и смягчить наказание. Фон Макензен был освобождён в 1952 году. Мельцер умер в тюрьме в том же году.
В 1947 году английский суд в Венеции вынес смертный приговор фельдмаршалу Кессельрингу за расстрел в Ардеатинских пещерах. Однако уже в 1952 году Кессельринг был амнистирован.
В 1948 году итальянский военный трибунал также приговорил Герберта Капплера к пожизненному заключению за его участие в убийстве. В 1977 году жена Капплера незаконно вывезла своего супруга из тюремного госпиталя в Риме на родину в Германию, где он умер в следующем году.
Эрих Прибке, проведя несколько первых послевоенных месяцев в английском заключении, перебрался в Аргентину, где свободно проживал почти 50 лет. В 1994 году он дал интервью, в котором открыто заявил о своей причастности к расстрелам в Ардеатинских пещерах. Это интервью стало поводом для совместных итальяно-аргентинских консультаций и возобновления уголовного дела против него и его подчинённого гауптштурмфюрера СС Карла Хасса. В 1995 году немецкие и итальянские правоохранительные органы добились экстрадиции Прибке в Италию, где в 1997 году он и Хасс предстали перед судом. Карл Хасс был отпущен, так как уже отбыл своё наказание, а Прибке осуждён на пожизненное заключение, которое отбывал под домашним арестом до своей смерти в 2013 году.

## Память
С 1949 года Ардеатинские пещеры стали национальным мемориалом Италии и мемориальным кладбищем. Каждый год, 24 марта, в день памяти жертв, у монумента проходят католическая панихида, иудейская молитва и военные шествия.

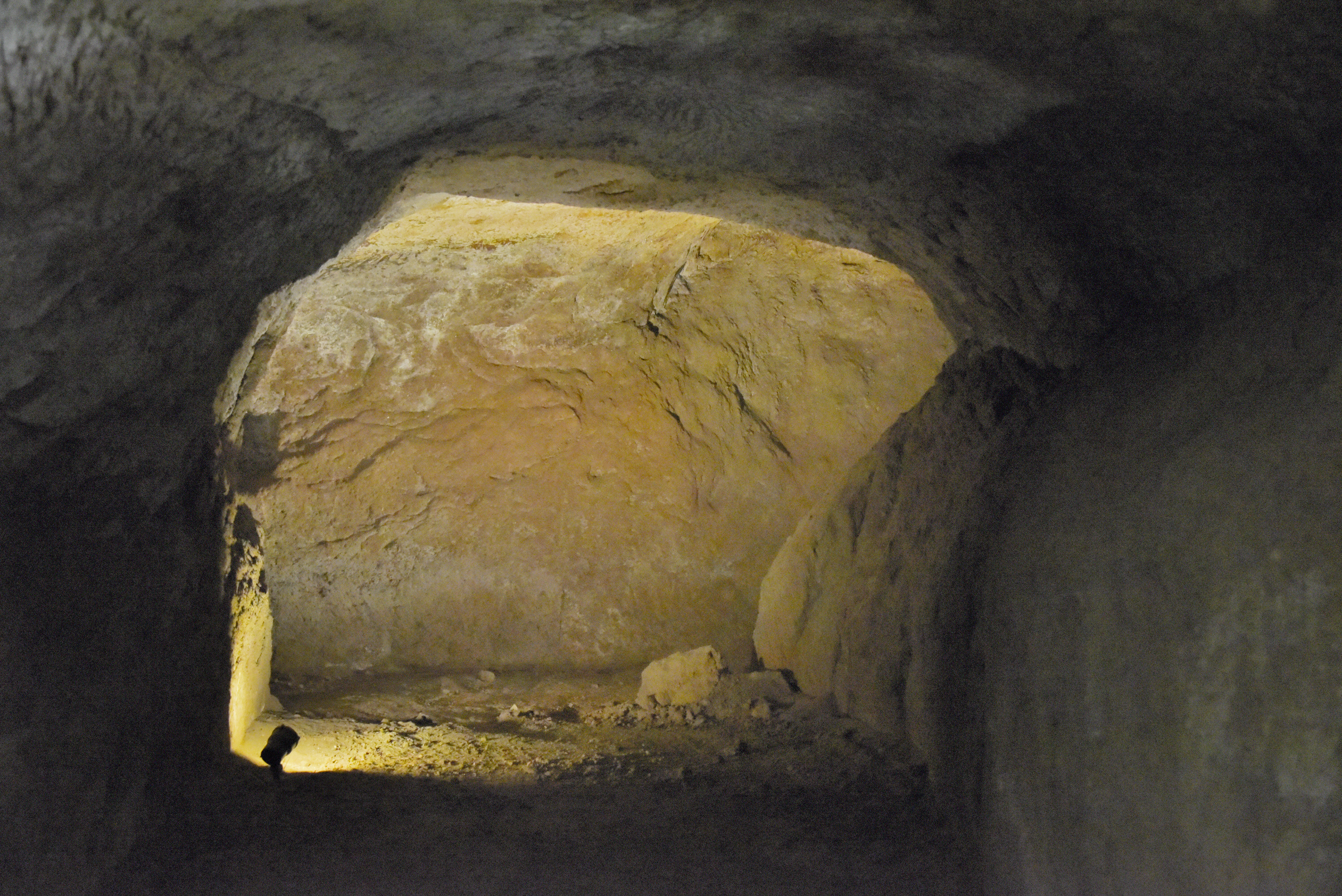
Место казни
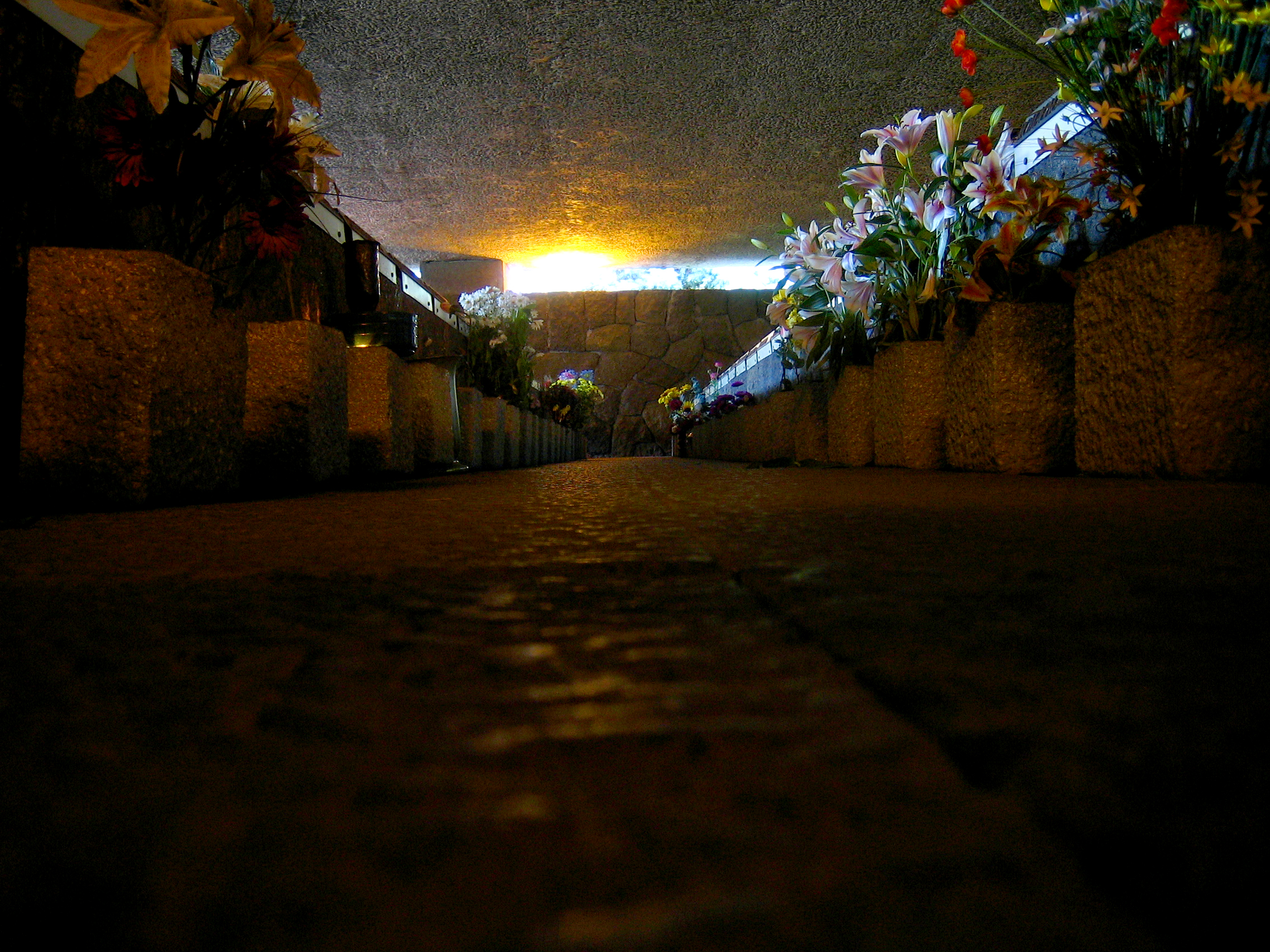
Гробы с останками расстрелянных
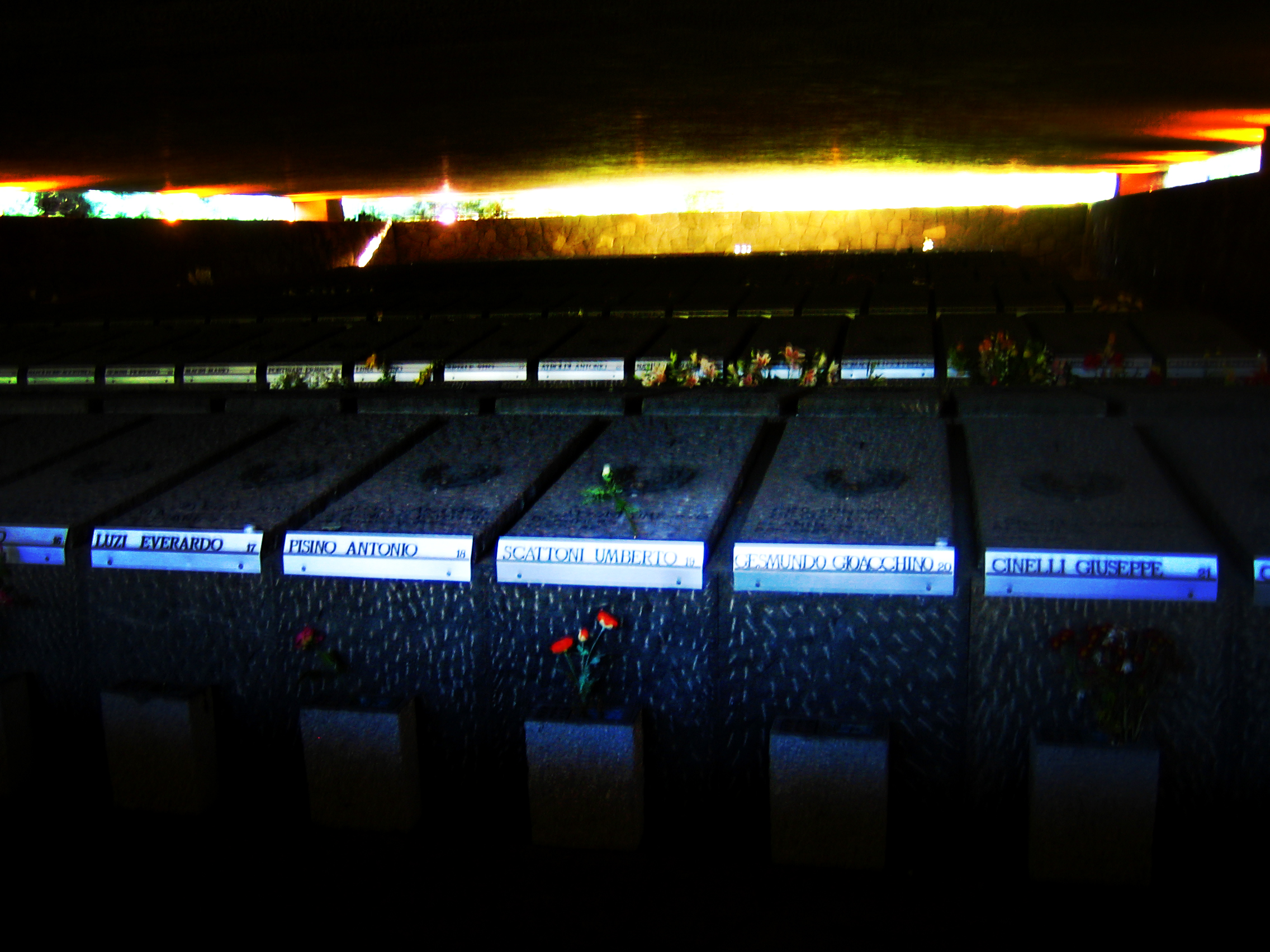
Гробы с останками расстрелянных
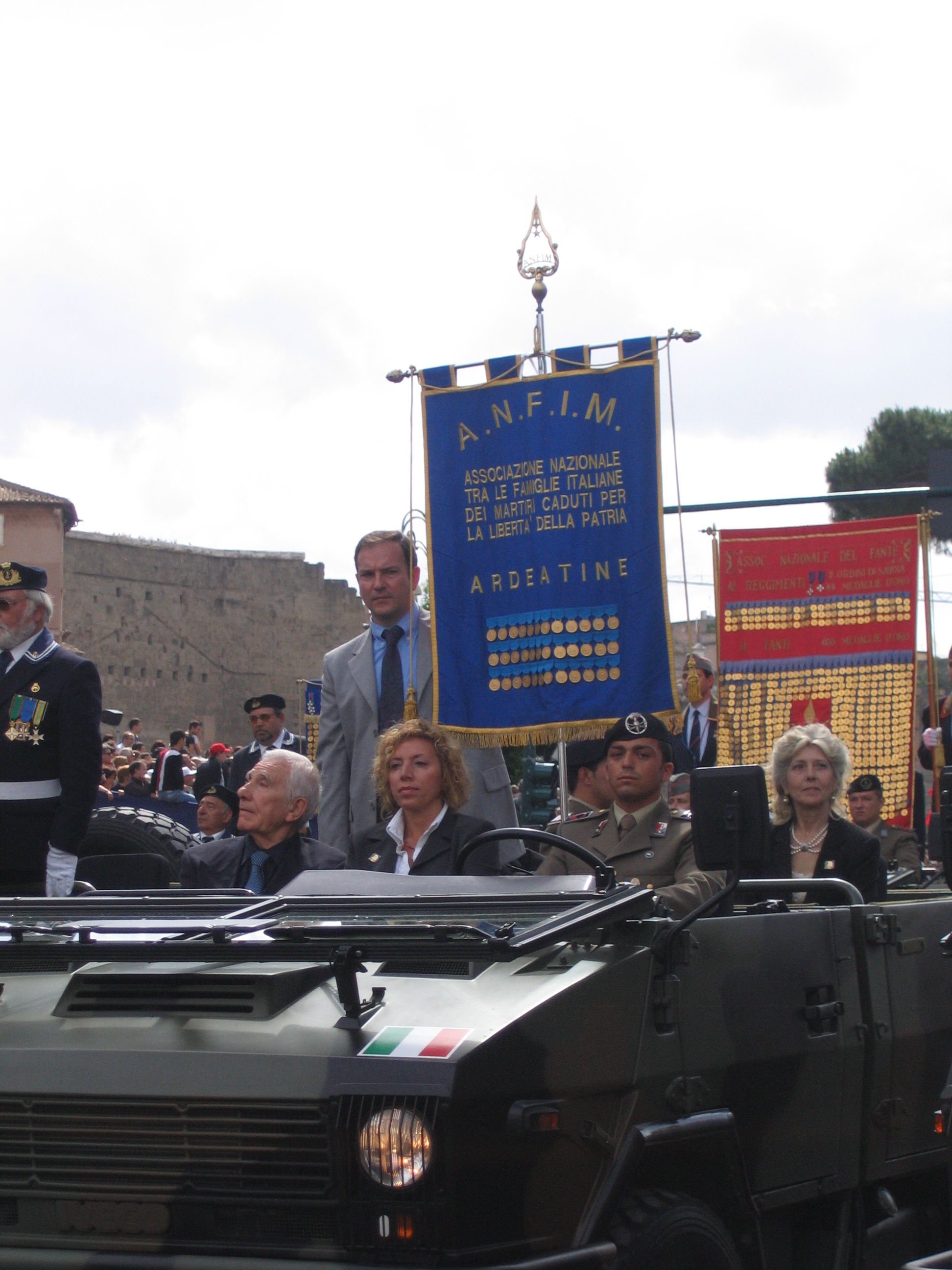
Флаг ассоциации жертв Ардеатинских пещер

## В искусстве
- По мотивам трагедии в 1962 году в Италии был снят фильм «Десять итальянцев за одного немца»[итал.] (режиссёр Филиппо Вальтер Ратти, в главной роли — Джино Черви).
- В 1973 году вышел фильм «Убийство в Риме» (режиссёр Джордж Пан Косматос), в главных ролях — Марчелло Мастроянни и Ричард Бёртон.
- Итальянский художник Ренато Гуттузо создал серию рисунков «С нами Бог!», посвящённую расстрелу, за которую в 1951 году стал лауреатом премии Всемирного совета мира. Эта серия была издана отдельной книгой в 1945 году.
- Американский композитор Уильям Шуман (1910—1992) посвятил свою девятую симфонию «Le fosse Ardeatine» (1968) в память о жертвах этой трагедии.